# Кулганино
Кулганино (баш. Ҡолғана) — деревня в Бурзянском районе Республики Башкортостан Российской Федерации. Центр Кулганинского сельсовета.

## География

### Географическое положение
Расстояние до:
- районного центра (Старосубхангулово): 74 км,
- ближайшей железнодорожной станции (Белорецк): 127 км.

## История
До 1998 года деревня входила в состав Кипчакского сельсовета.

## Население
| 2002 | 2009 | 2010 |
| ---- | ---- | ---- |
| 281  | ↗327 | ↘288 |